# يوكي كوباياشي (لاعب كرة قدم)
يوكي كوباياشي (باليابانية: 小林友希) هو لاعب كرة قدم ياباني، ولد في 18 يوليو 2000 في هيوغو في اليابان. لعب مع فيسيل كوبه.

## وصلات خارجية
- يوكي كوباياشي (لاعب كرة قدم) على موقع الاتحاد الدولي (مؤرشف)  (الإنجليزية)
- يوكي كوباياشي (لاعب كرة قدم) على موقع رابطة كرة القدم اليابانية للمحترفين (اليابانية)
- يوكي كوباياشي (لاعب كرة قدم) على موقع قاعدة بيانات كرة القدم.إي يو (الإنجليزية)
- يوكي كوباياشي (لاعب كرة قدم) على موقع Soccerway.com (الإنجليزية)
- يوكي كوباياشي (لاعب كرة قدم) على موقع عالم كرة القدم.نت (الإنجليزية)